# Рахівський покрив
Ра́хівський по́крив — геологічна структура в Зовнішніх Карпатах (частина Українських Карпат). Розташований у східній частині Закарпатської області, в межах Рахівського (звідси й назва) та (частково) Тячівського районів. 
Простягається вузькою (до 4,5 км) смугою північніше Мармароського масиву від українсько-румунського кордону до річки Тересви. Покрив складений з темного теригенно-карбонатного флішу крейдового періоду потужністю понад 1 тис. м, інтенсивно зім'ятого у складні складки. На північному сході покрив насунутий на Поркулецький покрив з імовірною амплітудою 10 км. У рельєфі Рахівський покрив відповідає південним відногам Чорногори та Свидівця. 